# Kruispresentatie
Kruispresentatie (Engels: cross-presentation) is het vermogen van bepaalde professionele antigeenpresenterende cellen (APC, meestal dendritische cellen) om extracellulaire antigenen op te nemen, te verwerken en te presenteren met MHC klasse I- moleculen aan CD8+ T-cellen (cytotoxische T-cellen).
Dit is dus in tegenstelling tot gewone presentatie waar:
- Endogene antigenen door gekernde cellen via MHC I aan CD8+ T-cellen worden gepresenteerd.
- Exogene antigenen door APC's via MHC II aan CD4+ T-cellen (helper T-cellen) worden gepresenteerd.

Kruis-priming, het resultaat van dit proces, beschrijft de stimulatie van naïeve cytotoxische CD8+ T-cellen tot geactiveerde cytotoxische CD8+ T-cellen. Dit proces is nodig voor immuniteit tegen de meeste tumoren en tegen virussen die dendritische cellen infecteren en hun presentatie van virusantigenen saboteren. Kruispresentatie is ook vereist voor de inductie van cytotoxische immuniteit door vaccinatie met eiwitantigenen, bijvoorbeeld tumorvaccinatie.

## Kruispresenterende celactivatie
De activatie van kruispresenterende dendritische cellen is afhankelijk van stimulatie door CD4+ T-helpercellen. Als dendritische cellen vreemde antigenen aan CD4+ T-helpercellen gepresenteerd hebben, worden ze gelicensed om ook exogene antigenen via de endogene pathway te presenteren en zo de naïeve CD8+ cytotoxische T-cellen te activeren.